# Столп закона
Сто́лп зако́на (столп Закона, сенатский чекан) — историческая российская эмблема, представляющая собой увенчанную короной колонну с прямоугольным щитком с надписью «закон» (в некоторых случаях «законъ»). Столп — символ, который традиционно используют для указания причастности к отправлению закона.

## Российская империя
Эмблема была введена в Российской империи. Впервые она была отчеканена на обратной стороне медалей «В память коронации императора Александра I 1801 г.».
При введении мундиров для Правительствующего Сената в том же 1801 году первоначально предлагались пуговицы с государственным гербом, но потом для сенаторов были установлены позолоченные плоские пуговицы с изображением, которое поэтому получило впоследствии название «сенатский чекан» и так именовалось в официальных документах. В описании мундира сенаторов говорилось:
Пуговицы золоченые с изображением на них колонны, на коей ближе к верху имеется надпись на особом поперек колонны щитке: законъ, а на верху сей колонны поставлена Императорская корона.
Символика учреждений Российской империи:
- Пуговицы для мундиров чиновников Канцелярии Сената[2][5][6].
- С 1804 года — пуговицы на мундирах чиновников Комиссии составления законов (упразднена в 1826 году)[2].
- С 1810 года пуговицы мундира чинов Министерства юстиции и подведомственных ему учреждений[2][7].
- Пуговицы мундиров чинов и воспитанников Императорского училища правоведения[8].
- Пуговицы мундиров Правительственной комиссии юстиции Царства Польского, подведомственных ей Верховного и Апелляционного судов и Генеральной прокуратории[9].
- С учреждением должности присяжных поверенных — на знаке присяжного поверенного[10].
- С 1864 года — пуговицы судебных приставов.
- С 1865 — знак судебного пристава[11].
- С 1871 — Знак начальника межевой партии[12]
- С 1883 — знак для судебных рассыльных[13].
- С 1887 года — марка сбора в пользу судебных рассыльных.
- Бляхи для надзирателей и других нижних чинов тюремной стражи[14]
- С 1904 — цепи для председателей департаментов и членов судебных палат, председателей и членов окружных судов состоящие из чередующихся звеньев, изображениями столпа закона и государственного герба[15].
- Знак волостного судьи[16]
- Знак городского судьи[17]

После революции 1917 года «столп закона» перестал использоваться.

## Российская Федерация
«Столп закона» вновь введен в Российской Федерации в 2000-е. «Столп закона» в Российской Федерации символизирует причастность к осуществлению деятельности непосредственно связанной с применением закона.

### Федеральная власть
Он используется также в символике федеральных органов государственной власти, а именно в ведомственных флагах, эмблемах и наградах:
| Ведомство | Флаг | Эмблема | Ведомственные награды |
| --- | ---- | ------- | --- |
| Верховный Суд Российской Федерации                                                                                |      |         | |
| Прокуратура Российской Федерации                                                                                  |      |         | - Знак отличия «За верность закону» - Медаль «За взаимодействие» - Медаль «Ветеран прокуратуры» - Нагрудный знак «Почётный работник прокуратуры Российской Федерации» - Нагрудный знак «За безупречную службу» - Медаль «290 лет прокуратуре России» - Медаль Руденко                |
| Судебный департамент при Верховном суде Российской Федерации                                                      |      |         | - Медаль «За безупречную службу» - Медаль «За взаимодействие» - Медаль «10 лет Судебному департаменту при Верховном Суде Российской Федерации» - Медаль «15 лет Судебному департаменту при Верховном Суде Российской Федерации»                                                      |
| Министерство юстиции Российской Федерации                                                                         |      |         | - Медаль «В память 200-летия Минюста России» - Медаль «В память 125-летия уголовно-исполнительной системы России» - Медаль «За доблесть» - Медаль «За укрепление уголовно-исполнительной системы» - Медаль «За усердие»                                                              |
| Федеральная служба по надзору в сфере связи, информационных технологий и массовых коммуникаций (Роскомнадзор)     |      |         | |
| Федеральная служба по надзору в сфере природопользования (Росприроднадзор)                                        |      |         | - Почетная грамота Федеральной службы по надзору в сфере природопользования |
| Федеральная служба по экологическому, технологическому и атомному надзору (Ростехнадзор)                          |      |         | - Медаль имени академика Александрова А. П. - Медаль имени Мельникова Л. Г. - Медаль имени Якова Брюса - Юбилейная медаль «290 лет» |
| Федеральная служба по надзору в сфере транспорта (Ространснадзор)                                                 |      |         | - Почетная грамота Федеральной службы по надзору в сфере транспорта - Благодарность Федеральной службы по надзору в сфере транспорта |
| Федеральная служба исполнения наказаний (ФСИН)                                                                    |      |         | - Медаль «Ветеран уголовно-исполнительной системы России» - Медаль «За вклад в развитие уголовно-исполнительной системы России» - Медаль «За доблесть в службе» - Медаль «За отличие в службе» - Медаль «За усердие в службе»                                                        |
| Федеральная служба судебных приставов (ФССП)                                                                      |      |         | - Медаль «За верность долгу» - Медаль «За вклад в развитие Федеральной службы судебных приставов» - Медаль «За доблесть» - Медаль «За заслуги» - Медаль «Ветеран Федеральной службы судебных приставов» - Медаль «За службу» - Медаль «10 лет Федеральной службе судебных приставов» |
| Федеральная служба по ветеринарному и фитосанитарному надзору (Россельхознадзор)                                  |      |         | - Почетная грамота Федеральной службы по ветеринарному и фитосанитарному надзору - Благодарность Федеральной службы по ветеринарному и фитосанитарному надзору |
| Федеральная служба государственной регистрации, кадастра и картографии (Росрегистрация) в период 2006—2011 годов. |      |         | - Медаль «За заслуги» - Медаль «Почетный работник Федеральной регистрационной службы» - Нагрудный знак «За безупречный труд» |

### Региональная власть и общественные организации
Символ используется в символике субъекта Российской Федерации — Московской области. Должностные и ведомственные эмблемы:
- Должностной знак Председателя Московской областной Думы[30]
- Шеврон Административно-транспортной инспекции Московской области[31].
- Нарукавный знак Государственной жилищной инспекции Московской области[32].

Награды Московской области:
- Орденский знак «Во славу законности»
- Наградной знак к Почетной грамоте Московской областной Думы[33].
- Знак Московской областной Думы «За заслуги в законотворческой деятельности»[34]
- Почетный знак «За вклад в развитие законодательства»[35].

Символ также используется в символике адвокатуры Российской Федерации - (профессиональном сообществе адвокатов России)  — Федеральная палата адвокатов Российской Федерации.

## Образ в культуре
Еще в период использованя эмблемы в Российской империи появилась эпиграмма, критикующая положение дел в области права:
В России нет закона,

Есть столб, и на столбе корона.
Вариант:
В России нет закона

В России — столб стоит

К столбу закон прибит,

А на столбе корона.
Это стихотворение безосновательно приписывалось А. С. Пушкину. Впервые под его именем оно было опубликовано в издании Н. В. Гербеля «Стихотворения А. С. Пушкина, не вошедшие в последнее собрание его сочинений» (1861)